# 127-я береговая артиллерийская батарея береговой обороны Черноморского флота
127-я береговая артиллерийская батарея береговой обороны Черноморского флота — воинское подразделение Вооружённых сил СССР в Великой Отечественной войне.

## История
В конце августа 1941 года решением Военного Совета Черноморского флота для обеспечения защиты северного входа в Крым, к Керчи и Севастополю — было принято решение о создании отдельного артиллерийского дивизиона морских орудий, сформированного из моряков Черноморского флота, в составе 120-го отдельного Чонгарского дивизиона, где находилась батарея № 127. В связи с тем, что командир батареи не был назначен в процессе формирования батареи, фактически ею командовал командир огневого взвода младший лейтенант Василий Назарович Ковшов.
В составе действующей армии с 3 сентября 1941 года по 17 декабря 1941 года

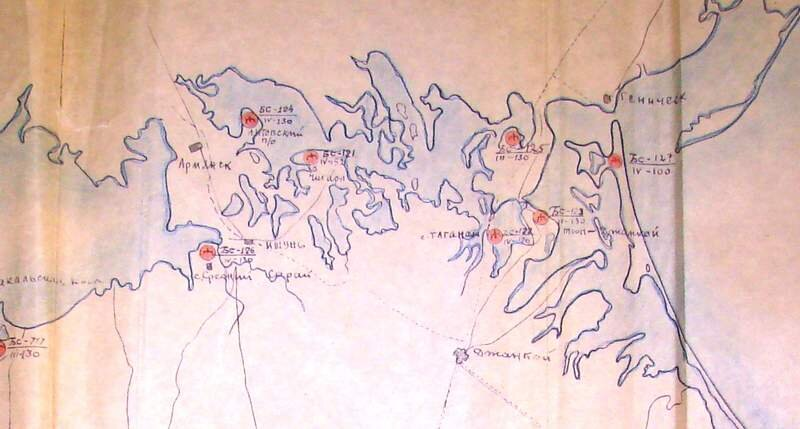
План расположения батарей 120-го дивизиона

Командование Черноморского флота решило использовать для защиты Чонгарского моста, Перекопа и Арабатской стрелки скорострельную морскую артиллерию, показавшую себя в обороне Одессы как наиболее эффективное оружие в борьбе с танками и мехчастями противника. Инженерным войскам флота и армии было поручено построить батарею на Арабатской стрелке, установив морские орудия на стационарные основания. Вся артиллерийская позиция находилась на песчаном бугре, в населённом пункте  Геническая Горка, и был единственной возвышенной точкой на Арабатской стрелке; слева и справа находились Сиваш и Азовское море.
Артиллерийские позиции 127-й батареи строились под руководством майора А. В. Геловани , он также принимал участие в боях.
К 10 сентября на Арабатскую стрелку, к мосту под Геническ, была переброшена пехота 51-й армии для прикрытия батареи в составе одной роты, которая первой приняла удар противника и погибла. Основные события и действия батареи начались 15 сентября во второй половине дня и продолжались до 17 сентября 1941 года. Оставшись без пехотного прикрытия 16 сентября батарея оборонялась от передовых сил противника, которые хотели занять Арабатскую стрелку с ходу. С учётом потерь и отсутствия пехоты батарею начали готовить к подрыву, однако 17 сентября подошли части 51-армии. 18 сентября на батарею прибыл морской отряд Керченской военно-морской базы под руководством контр-адмирала П. Н. Васюнина.

### Итог обороны
Моряки-артиллеристы 127-й батареи Черноморского флота выстояли в бою с противником, отбили все их атаки и ценой своей жизни не дали врагу сохранить темп наступления, не пропустив его первый натиск в Крым. В этом заслуга краснофлотцев, старшин, офицеров 127-й морской артбатареи. Мемориальный комплекс, воздвигнутый на Арабатской стрелке морякам-артиллеристам 127-й батареи, является признанием их заслуг перед Родиной. 17 декабря 1941 года батарея расформирована.

## В культуре
В сентябре 1941 расположение батареи посетил военный корреспондент газеты "Красная Звезда" Константин Симонов вместе А. С. Николаевым, корпусным комиссаром, членом Военного совета 51-й армии.  
Эти события он описал в своих фронтовых дневниках. К. М. Симонов, Разные дни войны. Дневник писателя, т.1. 1941-1942 годы:

Я пишу в дневнике о морской батарее, которая спасла положение и остановила немцев на Арабатской стрелке в ночь с 16 на 17 сентября. Теперь я установил по документам, что этой 127-й морской батареей командовал тогда лейтенант Василий Назарович Ковшов, шахтёр, потом краснофлотец, командир, к началу войны артиллерийский офицер. Впоследствии, в ноябре 1942 года, он, судя по документам, пропал без вести. Из донесений о действиях батареи за 16 сентября видно, что минометным огнем немцев на ней было ранено одиннадцать краснофлотцев. В рапорте, написанном «во исполнение личного приказания члена Военного совета 51-й армии корпусного комиссара товарища Николаева» «о награждении отличившихся в этом бою артиллеристов», упоминается и фамилия комиссара батареи Н.И. Вейцмана, того самого политрука, который первым в тот день ясно и четко доложил Николаеву обстановку. Дважды раненный и награжденный орденом боевого Красного Знамени за бои в Севастополе, Н.И. Вейцман довоевал войну до конца и сейчас работает директором одного из заводов в Приволжье. И я рад был увидеть его живого и здорового через тридцать четыре года после событий на Арабатской стрелке.